# Jules Léger
Jules Léger (ur. 4 kwietnia 1913 w Saint-Anicet, Quebec  – zm. 22 listopada 1980 w Ottawie) – kanadyjski prawnik i dyplomata, w latach 1974–1979 gubernator generalny Kanady.

## Życiorys
Wychował się w rodzinie głęboko wierzących katolików. Jego starszy brat Paul-Émile wybrał kapłaństwo i w 1950 został arcybiskupem Montrealu, a w 1953 przywdział kapelusz kardynalski. Jules ukończył prawo na montrealskim uniwersytecie, a następnie doktoryzował się na Sorbonie. W 1939 dołączył do kadry naukowej uniwersytetu w Ottawie jako wykładowca historii dyplomacji, a rok później podjął równoczesną pracę w resorcie spraw zagranicznych. W 1953 został ambasodorem w Meksyku, a następnie wiceministrem spraw zagranicznych. W 1958 rozpoczął wieloletni pobyt w Europie, gdzie początkowo był stałym przedstawicielem Kanady przy NATO i OECD, a następnie ambasadorem: najpierw we Włoszech, potem we Francji, a w końcu w Belgii i Luksemburgu.
To ostatnie stanowisko pełnił zaledwie rok, po czym został nominowany na gubernatora generalnego. Pół roku po objęciu urzędu doznał wylewu, w wyniku czego przez kilka miesięcy część reprezentacyjnych głównie obowiązków gubernatora wypełniała w jego imieniu jego żona. Państwa Léger uważa się za reformatorów urzędu gubernatorskiego - wcześniej pełniący go dostojnicy ubierali się w pełne kolonialnego wyszukania mundury i zachowywali się w bardzo formalny sposób. Léger nieco mniej martwił się etykietą, zaś za swój strój służbowy uważał niezbyt ciemny garnitur. Zmarł nieco ponad rok po zakończeniu swojej kadencji.